# Мармозедио (Ријети)
Мармозедио је насеље у Италији у округу Ријети, региону Лацио.
Према процени из 2011. у насељу је живело 60 становника. Насеље се налази на надморској висини од 841 м.